# Chiesa di San Giovanni Battista (Roccaverano)
La chiesa di San Giovanni Battista si trova nel comune di Roccaverano (provincia di Asti), nei pressi del cimitero, ai piedi della collina su cui sorge l'attuale paese. È stata per secoli la chiesa parrocchiale di Roccaverano, almeno fino alla fine del Medioevo, quando il nucleo dell'abitato si spostò sulla collina intorno al castello e dove, nel 1509, venne costruita la nuova chiesa parrocchiale dedicata alla Santissima Annunziata.

## Storia
La prima menzione dell'edificio risale al 25 novembre 1345 in occasione dell'investitura delle decime concesse dal vescovo di Acqui, Guido II dei Marchesi di Incisa al feudatario Matteo Scarampi. Nel testo dell'investitura si ricorda che tale diritto era già stato concesso dai vescovi di Acqui ai Signori di Roccaverano sin da prima del Concilio Lateranense IV del 1215, pertanto da ciò si può dedurre che l'origine della chiesa di San Giovanni risalga almeno all'inizio del secolo XIII. In effetti gli unici elementi dell'attuale costruzione sicuramente attribuibili all'epoca romanica sono i primi due ordini del campanile, con archetti ciechi pensili. Si ritiene che il campanile fosse staccato dalla chiesa primitiva, della quale oggi non rimane traccia.
La chiesa di San Giovanni fu interessata da almeno due fasi di radicale trasformazione e ricostruzione. La prima, in epoca tardo gotica (fine del secolo XV), interessò la struttura della chiesa con la costruzione delle campate della navata principale con volte a sesto acuto; a tale periodo è ascrivibile il ciclo di affreschi che si trova nella campata del presbiterio. Una seconda fase, a cui risale la campata d'ingresso della chiesa con volta a botte anziché a crociera, è databile al secolo XVII.

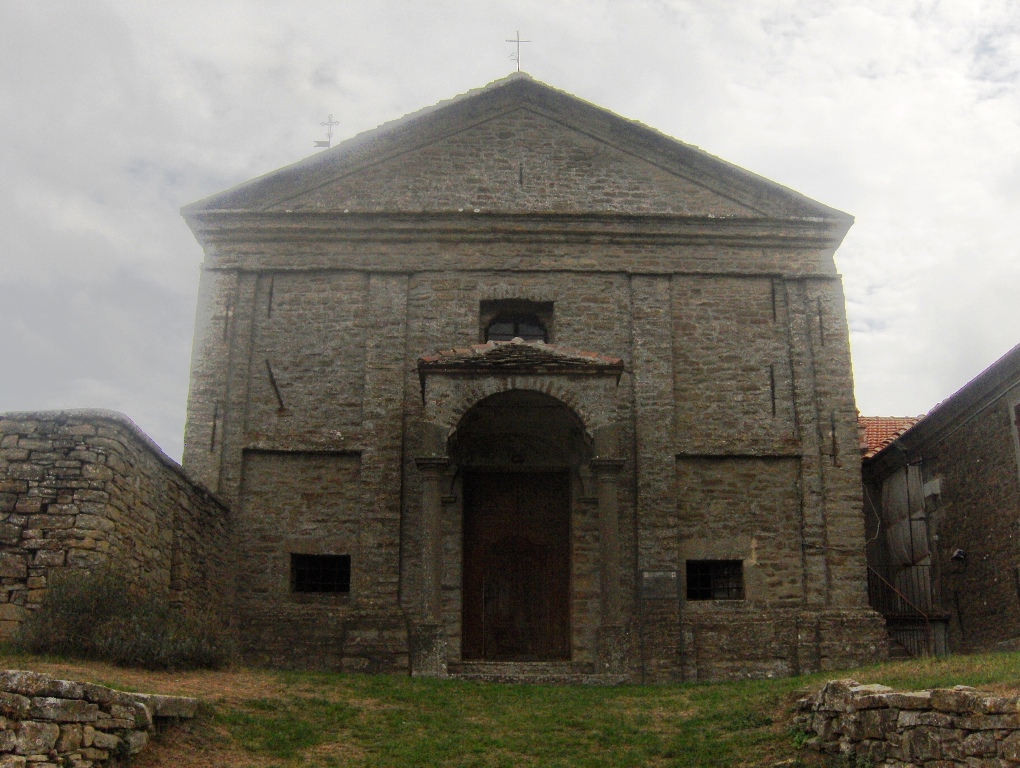
La facciata della chiesa

Nel 1931 fu restaurata la facciata che a seguito dei lavori seicenteschi aveva assunto un semplice aspetto a capanna con frontone triangolare e aggiunto l'attuale pronao.

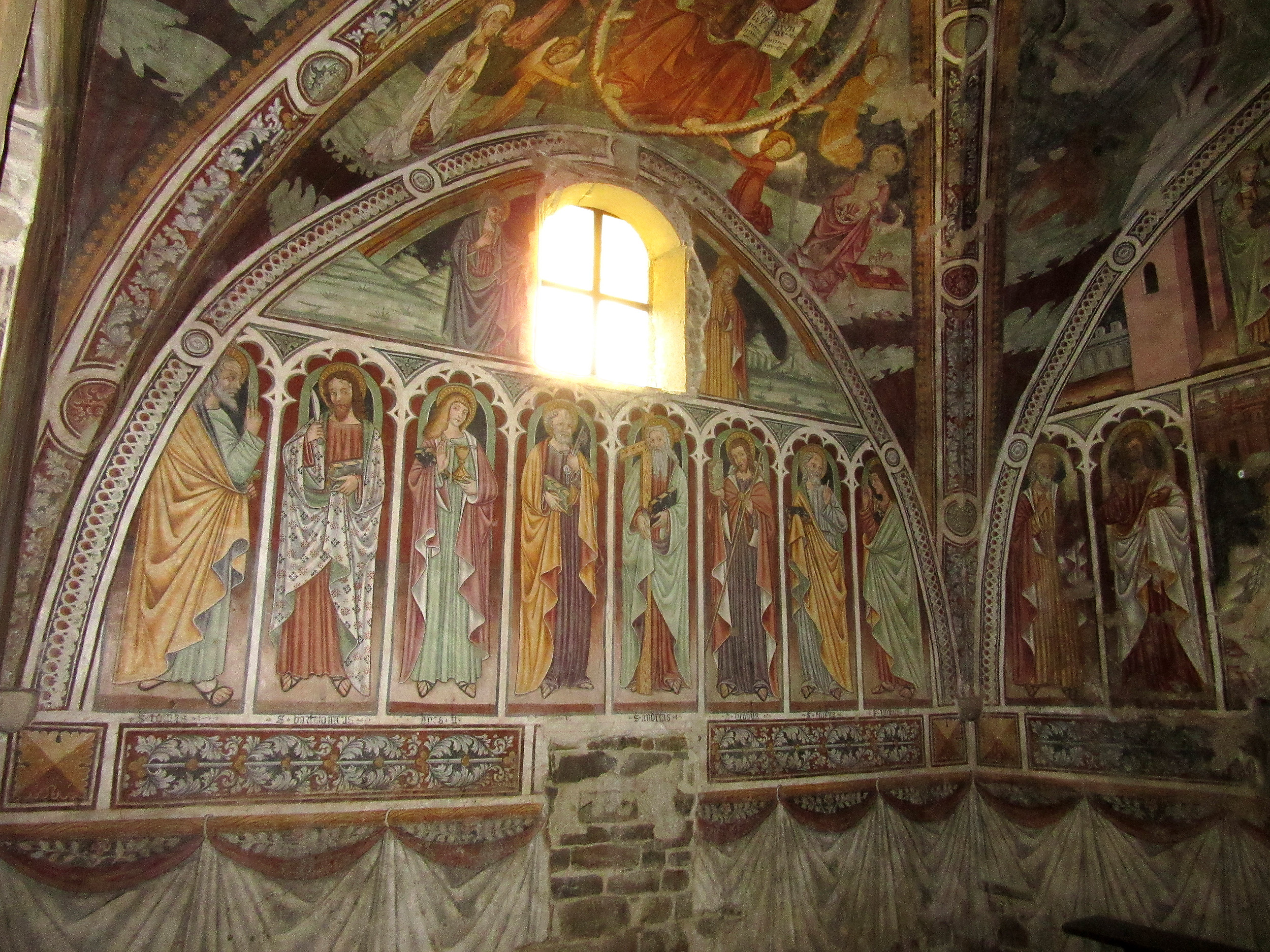
Roccaverano, chiesa di S. Giovanni, affreschi tardogotici di Maestro anonimo

## Descrizione
L'interno, a una sola navata, è quasi interamente coperto da affreschi, di autore anonimo, ma ritenuti di Maestro di scuola cuneese del tardo Quattrocento. Per quanto riguarda tale periodo nella provincia di Asti, si tratta del ciclo di affreschi più esteso oggi esistente.
Sulla parete di fondo, sotto una piccola Crocifissione (la cui porzione centrale è andata perduta per l'apertura di una finestra)  sono raffigurati i dodici Apostoli; sulla volta sono rappresentati i quattro Evangelisti e un Cristo Pantocratore, mentre i sottarchi accolgono le figure intere di quattro sante.
Sui lati si possono ammirare varie scene della vita di san Giovanni Battista, alcune delle quali con particolari molto dettagliati (come la scena del banchetto, con i ricchi vestiti e la tavola imbandita), quasi certamente eseguite in epoca leggermente posteriore da un altro Maestro anonimo.